# (19108) 1981 EV21
A (19108) 1981 EV21 a Naprendszer kisbolygóövében található aszteroida. Schelte J. Bus fedezte fel 1981. március 2-án.